# Kikki, Bettan & Lotta
Kikki, Bettan & Lotta war ein schwedisches Gesangstrio, bestehend aus Kikki Danielsson, Elisabeth „Bettan“ Andreassen und Lotta Engberg. Die drei waren auch unter ihren eigenen Namen in ihrer Heimat bekannte Popsängerinnen. Von 2001 bis 2004 traten sie gemeinsam auf. Unter anderem nahmen Kikki, Bettan & Lotta am schwedischen Vorentscheid zum Eurovision Song Contest 2002 teil und wurden Dritte. Der Song hieß Vem é dé du vill ha und kam in Schweden bis auf Platz 32 der Musik-Charts.

## Diskografie

### Alben
- 2003: Vem é dé du vill ha
- 2003: Live från Rondo

### Singles
- 2002: Vem é dé du vill ha
- 2003: Din hånd i min hånd